# Ansgar Schäfer
Ansgar Schäfer (* 26. August 1967 in Telgte) ist ein deutscher Schauspieler.

## Leben
Schäfer absolvierte von 1989 bis 1992 eine Ausbildung am Hamburger Schauspiel-Studio Frese und spielte in der Folge vorrangig Theater- und Musicalrollen in verschiedenen deutschen Städten, darüber hinaus hatte er Auftritte in einigen Fernsehfilmen. Nach einer Ausbildung zum „Ensembletrainer und Grundlagenerzieher“ von 2001 bis 2003 in Hamburg ist Schäfer seit 2011 Dozent an der Hochschule für Musik und Theater „Felix Mendelssohn Bartholdy“ Leipzig und seit 2016 an der Theaterakademie Sachsen. Davor war er von Dozent an der German Musical Academy und der Hochschule in Osnabrück (2010 bis 2012) sowie an der Stage School Hamburg (2013 bis 2015). Daneben arbeitete er als Sprecher für einige Beiträge des Mitteldeutschen Rundfunks, Westdeutschen Rundfunk Köln und arte sowie für einen Dokumentarfilm bei arte.
Schäfer lebt in Leipzig.

## Filmografie (Auswahl)

### Schauspieler
- 2004: Lo Vedo (Kurzfilm)
- 2012: Die Reichsgründung
- 2012: Der Bergdoktor (Fernsehserie), Episoden Verzweifelte Liebe und Gemischte Gefühle
- 2004: Tatort: Teufel im Leib
- 2005: Tatort: Rache-Engel
- 2014: SOKO Wismar (Krimiserie), Episode Ausgebremst

### Sprecher
- 2008: WunderWelten – Bolivien. In der Salzwüste (Dokumentationsreihe)

## Hörspiele
- 2003: SchnappSchuss – De Krimi op Platt (Hörspielreihe), Episode Kühleborn spöökt wedder